# Sam Baird
Sam Baird (Uffculme, 17 de junio de 1988) es un jugador de snooker inglés.

## Biografía
Nació en la localidad inglesa de Uffculme en 1988. Es jugador profesional de snooker desde 2009. No se ha proclamado campeón de ningún torneo de ranking, y su mayor logro hasta la fecha fue alcanzar los cuartos de final en dos ocasiones, a saber: los del Abierto de Escocia de 2018, en los que cayó (0-5) ante Shaun Murphy, y los del Snooker Shoot Out de 2019, donde se vio superado por Michael White. Tampoco ha logrado hilar ninguna tacada máxima, y la más alta de su carrera está en 142.